# العلاقات المجرية البالاوية
العلاقات المجرية البالاوية هي العلاقات الثنائية التي تجمع بين المجر وبالاو.

## مقارنة بين البلدين
هذه مقارنة عامة ومرجعية للدولتين:
| وجه المقارنة                                              | المجر                                                       | بالاو                         |
| --------------------------------------------------------- | ----------------------------------------------------------- | ----------------------------- |
| المساحة (كم2)                                             | 93.04 ألف                                                   | 465                           |
| عدد السكان (نسمة)                                         | 9.78 مليون                                                  | 21.73 ألف                     |
| الكثافة السكانية (ن./كم²)                                 | 105.12                                                      | 4.67 ألف                      |
| العاصمة                                                   | بودابست                                                     | نغيرولمود، كورور              |
| اللغة الرسمية                                             | لغة مجرية                                                   | لغة إنجليزية، اللغة البالاوية |
| العملة                                                    | فورنت مجري                                                  | دولار أمريكي                  |
| الناتج المحلي الإجمالي (بليون دولار)                      | 139.14 مليار                                                | 291.54 مليون                  |
| الناتج المحلي الإجمالي (تعادل القوة الشرائية) بليون دولار | 260.42 مليار                                                | 326.12 مليون                  |
| الناتج المحلي الإجمالي الاسمي للفرد دولار أمريكي          | 12.36 ألف                                                   | 13.50 ألف                     |
| الناتج المحلي الإجمالي للفرد دولار أمريكي                 | 25.07 ألف                                                   | 14.76 ألف                     |
| مؤشر التنمية البشرية                                      | 0.828                                                       | 0.780                         |
| رمز المكالمات الدولي                                      | +36                                                         | +680                          |
| رمز الإنترنت                                              | .hu                                                         | .pw                           |
| المنطقة الزمنية                                           | ت ع م+01:00، ت ع م+02:00، أوروبا/بودابست ‏، توقيت وسط أوروبا | ت ع م+09:00                   |

## منظمات دولية مشتركة
يشترك البلدان في عضوية مجموعة من المنظمات الدولية، منها:
| علم المنظمة | اسم المنظمة                        | تاريخ انضمام المجر | تاريخ انضمام بالاو |
| ----------- | ---------------------------------- | ------------------ | ------------------ |
|             | مؤسسة التنمية الدولية              | 29 أبريل 1985      | 16 ديسمبر 1997     |
|             | الأمم المتحدة                      | 14 ديسمبر 1955     | 15 ديسمبر 1994     |
|             | منظمة حظر الأسلحة الكيميائية       | ?                  | ?                  |
|             | مؤسسة التمويل الدولية              | 29 أبريل 1985      | 16 ديسمبر 1997     |
|             | وكالة ضمان الاستثمار متعدد الأطراف | 21 أبريل 1988      | 16 ديسمبر 1997     |
|             | يونسكو                             | 14 سبتمبر 1948     | 20 سبتمبر 1999     |
|             | البنك الدولي للإنشاء والتعمير      | 7 يوليو 1982       | 16 ديسمبر 1997     |

## وصلات خارجية
- موقع وزارة الخارجية المجرية